# Independencia (Miranda)
Independencia è un comune del Venezuela situato nello Stato del Miranda.
Il capoluogo del comune è la città di Santa Teresa del Tuy.